# Ophion bermudensis
Ophion bermudensis är en stekelart som beskrevs av Joseph Augustine Cushman 1940. Ophion bermudensis ingår i släktet Ophion och familjen brokparasitsteklar. Inga underarter finns listade i Catalogue of Life.